# Lee Yoo-mi
Lee Yoo-mi (tiếng Hàn: 이유미; sinh ngày 18 tháng 7 năm 1994) là nữ diễn viên Hàn Quốc. Cô được biết đến với vai Ji-yeong trong Trò chơi con mực (2021) và Na-yeon trong Ngôi trường xác sống (2022).

## Sự nghiệp
Cô bắt đầu sự nghiệp diễn xuất của mình vào năm 2010 với vai diễn đầu tay trong bộ phim hành động kinh dị The Yellow Sea. Trong những năm tiếp theo, công việc của cô chỉ giới hạn ở những vai nhỏ trong một số bộ phim điện ảnh và truyền hình.
Ngày 28 tháng 9 năm 2020, có thông báo rằng Lee Yoo-mi đã ký hợp đồng độc quyền với Varo Entertainment.
Năm 2021, Lee Yoo-mi trở nên nổi tiếng vượt khỏi Hàn Quốc với vai diễn Ji-yeong (Số 240) trong series Trò chơi con mực của Netflix. Sau thành công quốc tế của loạt phim, số lượng người theo dõi cô trên Instagram đã tăng từ 40.000 lên hơn 6,5 triệu chỉ trong vài ngày. Màn diễn xuất của cô đã khiến cô trở thành nữ diễn viên Hàn Quốc đầu tiên giành được Giải Primetime Emmy cho Nữ diễn viên khách mời xuất sắc nhất trong phim truyền hình dài tập.
Năm 2022, cô đóng vai Lee Na-yeon trong loạt phim chủ đề về zombie Ngôi trường xác sống của Netflix. Diễn xuất chân thực của cô trong vai một học sinh nhà giàu phản diện, ích kỷ và kiêu ngạo (trái ngược hoàn toàn với Ji-yeong đầy cảm thông và vị tha trong Trò chơi con mực) càng đẩy sự nổi tiếng của cô lên cao, kết hợp với sự nổi tiếng trước đó của cô ấy từ Trò chơi con mực.
Năm 2023, cô đóng vai Gang Nam-soon, một cô gái sở hữu sức mạnh cùng tốc độ đáng kinh ngạc và là chị em họ của Do Bong-Soon trong phim Strong Girl Nam-soon do đài JTBC sản xuất.

## Hoạt động từ thiện
Ngày 20 tháng 7 năm 2022, Lee Yoo-mi đã quyên góp các món đồ mỹ phẩm trị giá 3 triệu won cho một quỹ công cộng dành cho bệnh nhân bị bỏng.

## Danh sách phim

### Phim
| Năm  | Nhan đề                                                 | Vai diễn            | Ghi chú   | Ng.           |
| ---- | ------------------------------------------------------- | ------------------- | --------- | ------------- |
| 2010 | The Yellow Sea                                          | Con gái Kim Tae-won | Vai nhỏ   | [ 12 ]        |
| 2012 | Grape Candy                                             | Seon Joo (lúc nhỏ)  | Vai phụ   | [ 13 ]        |
| 2013 | The Russian Novel                                       | Yoo Mi              | Vai phụ   | [ 13 ]        |
| 2013 | Hwayi: A Monster Boy                                    | Bạn của Yoo Kyung   | Vai nhỏ   | [ 13 ]        |
| 2013 | Rough Play                                              | Nhân viên quảng cáo | Vai nhỏ   | [ 13 ]        |
| 2015 | The Avian Kind                                          | So-nyeo             | Vai phụ   | [ 14 ] [ 15 ] |
| 2016 | Like a French Film                                      | Su-bin              | Vai phụ   | [ 13 ] [ 15 ] |
| 2016 | Will You Be There?                                      | Yeon-ah             | Vai nhỏ   | [ 16 ]        |
| 2017 | Superpower Girl                                         | Maeng Ju-ri         | Vai chính | [ 17 ]        |
| 2017 | The Heartbeat Operator                                  | Hye Eun             | Vai chính | [ 18 ]        |
| 2018 | Never Ever Rush                                         | Hana                | Vai chính | [ 19 ]        |
| 2018 | Outdoor Begins                                          | Ma-ri               | Vai phụ   | [ 20 ]        |
| 2018 | Lời thì thầm                                            | Byun Ji-eun         | Vai phụ   | [ 21 ]        |
| 2018 | Park Hwa Young                                          | Se Jin              | Vai chính | [ 22 ]        |
| 2021 | Young Adult Matters                                     | Yoon Se-jin         | Vai chính | [ 23 ]        |
| 2021 | Con tin: Ngôi sao mất tích (Hostage: Missing Celebrity) | Ban So-yeon         | Vai chính | [ 24 ]        |
| 2022 | New Normal                                              | Hyun-soo            | Vai chính | [ 25 ] [ 26 ] |
| 2022 | Today's Superpower                                      | Ji-woo              | Vai chính | [ 26 ]        |
| TBA  | Rain Angel                                              | Ye-ji               | Vai chính | [ 27 ]        |

### Phim truyền hình
| Năm  | Nhan đề                          | Kênh | Vai diễn           | Ghi chú                | Ng.    |
| ---- | -------------------------------- | ---- | ------------------ | ---------------------- | ------ |
| 2010 | Future Boy                       | EBS  | Seo Yeon-doo       | Vai chính              | [ 28 ] |
| 2015 | Cheo Yong 2                      | OCN  | Song Da-jung       | Cameo (tập 6)          | [ 29 ] |
| 2017 | Children of the 20th Century     | MBC  | Mi Dal/Jo Min-hyun | Vai phụ                | [ 30 ] |
| 2018 | Giọng nói 2                      | OCN  | Hwang Hee-joo      | Cameo (tập 3)          | [ 31 ] |
| 2018 | Just Dance                       | KBS2 | Kim Do-yeon        | Vai phụ                | [ 32 ] |
| 2019 | Đất nước tôi: Thời đại mới       | SBS  | Na Kyung-ah        | Vai phụ                | [ 33 ] |
| 2020 | Drama Stage – Everyone Is There  | tvN  | Lee Gyu-jin        | Vai phụ, One-act drama | [ 34 ] |
| 2020 | 365: Repeat the Year             | MBC  | Kim Se-rin         | Vai phụ                | [ 35 ] |
| 2022 | Mental Coach Zhuge Gil           | tvN  | Cha-eul            | Vai chính              | [ 36 ] |
| 2022 | Hãy nói cho tôi điều ước của bạn | KBS2 | Người phụ nữ trẻ   | Cameo (tập 16)         | [ 37 ] |
| 2023 | Strong Girl Nam-soon             | JTBC | Gang Nam-soon      | Vai chính              | [ 38 ] |

### Phim chiếu mạng
| Năm  | Nhan đề                         | Nền tảng | Vai diễn                     | Ghi chú   | Ng.    |
| ---- | ------------------------------- | -------- | ---------------------------- | --------- | ------ |
| 2018 | A Trivial Afternoon in the City | Youtube  | Sin Na-ra                    |           |        |
| 2018 | It's Okay To Be Sensitive       | Youtube  | Ye-ji                        |           |        |
| 2021 | Trò chơi con mực                | Netflix  | Ji-yeong (Người chơi số 240) | Vai phụ   | [ 39 ] |
| 2022 | Ngôi trường xác sống            | Netflix  | Lee Na-yeon                  | Vai phụ   | [ 40 ] |
| 2024 | Mr. Plankton                    | Netflix  | Jo Jae-mi                    | Vai chính | [ 41 ] |

## Giải thưởng và đề cử
| Năm  | Lễ trao giải                                                             | Hạng mục                                                       | (Những) Người/Tác phẩm được đề cử                               | Kết quả   | Ng.    |
| ---- | ------------------------------------------------------------------------ | -------------------------------------------------------------- | --------------------------------------------------------------- | --------- | ------ |
| 2021 | Giải thưởng điện ảnh Rồng Xanh lần thứ 42 (42nd Blue Dragon Film Awards) | Nữ diễn viên mới xuất sắc nhất                                 | Young Adult Matters                                             | Đề cử     | [ 42 ] |
| 2021 | Giải thưởng điện ảnh Buil lần thứ 30 (30th Buil Film Awards)             | Nữ diễn viên mới xuất sắc nhất                                 | Young Adult Matters                                             | Đoạt giải | [ 43 ] |
| 2021 | Korean Film Writers Association Awards                                   | Nữ diễn viên mới xuất sắc nhất                                 | Con tin: Ngôi sao mất tích Young Adult Matters                  | Đoạt giải | [ 44 ] |
| 2021 | Kinolights Awards                                                        | Nữ diễn viên của năm (Trong nước)                              | Trò chơi con mực Con tin: Ngôi sao mất tích Young Adult Matters | Hạng 4    | [ 45 ] |
| 2021 | Korean Film Writers Association Awards                                   | Nữ diễn viên mới xuất sắc nhất                                 | Con tin: Ngôi sao mất tích Young Adult Matters                  | Đoạt giải | [ 46 ] |
| 2022 | Giải thưởng nghệ thuật Baeksang lần thứ 58 (58th Baeksang Arts Awards)   | Nữ diễn viên mới xuất sắc nhất – Điện ảnh                      | Young Adult Matters                                             | Đoạt giải | [ 47 ] |
| 2022 | Giải thưởng nghệ thuật Baeksang lần thứ 58 (58th Baeksang Arts Awards)   | Nữ diễn viên mới xuất sắc nhất – Truyền hình                   | Ngôi trường xác sống                                            | Đề cử     | [ 48 ] |
| 2022 | Gold Derby Awards                                                        | Nữ diễn viên khách mời chính kịch xuất sắc nhất                | Trò chơi con mực                                                | Đoạt giải | [ 49 ] |
| 2022 | 74th Primetime Creative Arts Emmy Awards                                 | Nữ diễn viên khách mời xuất sắc trong phim truyền hình dài tập | Trò chơi con mực                                                | Đoạt giải | [ 50 ] |
| 2022 | APAN Star Awards lần thứ 8 (8th APAN Star Awards)                        | Giải thưởng xuất sắc, Nữ diễn viên trong phim truyền hình OTT  | Trò chơi con mực Ngôi trường xác sống                           | Đề cử     | [ 51 ] |

### Vinh danh
- Được  tạp chí TIME công bố  là một trong “Những nhà lãnh đạo thế hệ tiếp theo” trong năm 2022.[52]